# EUFOR Tchad/RCA
Pour les articles homonymes, voir EUFOR.
EUFOR Tchad/RCA est une force opérationnelle multinationale dirigée par l'Union européenne au Tchad et en République centrafricaine, dont l'objectif est d'appliquer la résolution du Conseil de sécurité des Nations unies no 1778 du 25 septembre 2007. Sa mission s'est achevée en 2009 (l'OHQ du Mont-Valérien a fermé ses portes le 31 mai 2009 tandis que la date de fin d'opération avec transition en faveur des Nations unies était effectuée au 15 mars 2009).

## Historique

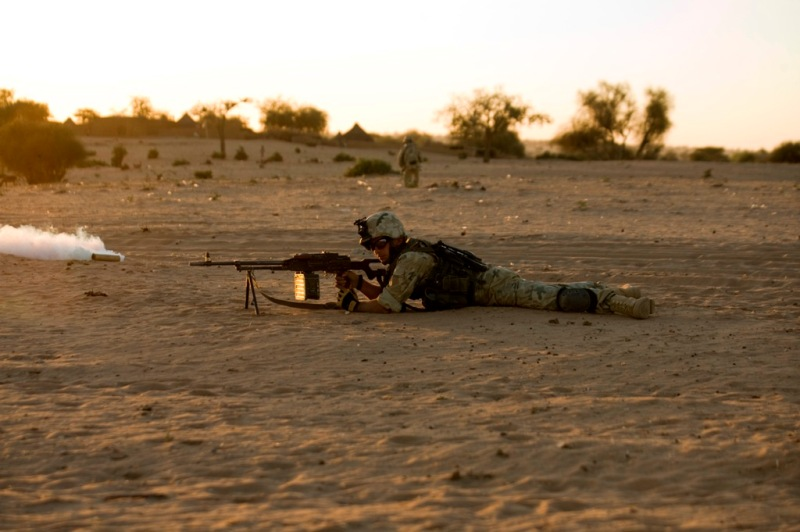
Militaire des forces armées polonaises engagé dans l'EUFOR Tchad/RCA armé d'une mitrailleuse Kalachnikov.

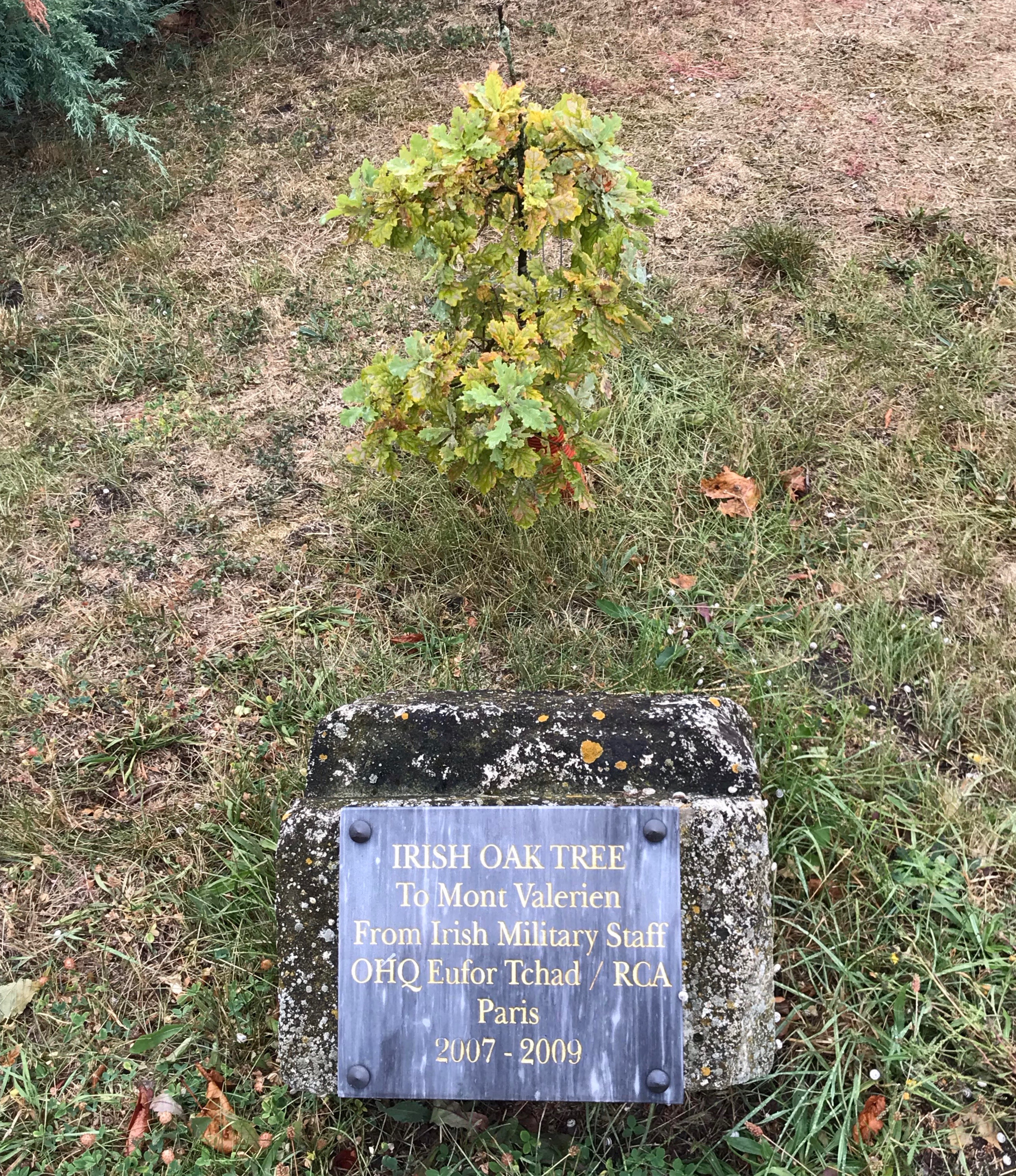
Plaque dans la forteresse du Mont-Valérien (Suresnes, France). Elle est située devant une pousse de Quercus petraea (aussi dit « Irish Oak Tree »), offerte par l'équipe militaire irlandaise en mémoire de l'opération commune au Tchad.

La création de l'EUFOR Tchad/RCA de l'Union européenne a été décidée par le Conseil de l'Union via la décision 2007/677/PESC du 15 octobre 2007, à la suite de la résolution 1778 du Conseil de sécurité des Nations unies. L'accord définitif de mise en œuvre a été donné le 28 janvier 2008 lors du Conseil européen de Bruxelles pour le déploiement d'une force militaire européenne de 3 700 hommes au Tchad et en République centrafricaine (RCA), baptisée EUFOR Tchad/RCA. 
Son déploiement a démarré (France, Irlande, Pologne, Italie, Pays-Bas, Suède, Autriche), hors militaires français déjà pré-positionnés (500 hommes au sein de l'opération permanente française au Tchad baptisée opération Épervier), et a été finalisé en juin 2008, juste avant la saison des pluies.
Cependant, le déploiement de l'Eufor Tchad/RCA a été retardé par la tentative échouée d'une colonne rebelle tchadienne réfugiée au Soudan de prendre le pouvoir au Tchad en  février 2008.  Le 5 mars 2008, un soldat français de l'Eufor au Tchad / RCA, le sergent Polin, en reconnaissance près de la frontière soudanaise, est tué à la suite d'un accrochage avec les forces soudanaises. Le 15 mars 2008, le général Patrick Nash a déclaré la Capacité Opérationnelle Initiale (IOC) de l’opération EUFOR TCHAD-RCA, marquant le début effectif de la mission européenne,. Le 29 mars 2008, le Congrès espagnol a autorisé le déploiement de 100 soldats pour la mission EUFOR Tchad/RCA.
Le 15 mars 2009, la mission EUFOR de l'UE a passé le relais à la MINURCAT. Des bérets bleus des Nations unies ont remplacé les bérets des différentes nations participantes lors de la cérémonie, sur le camp des Étoiles, en présence notamment de Bernard Kouchner. Concrètement, la MINURCAT reste surtout composée de quelque 2 000 soldats européens en attendant l'arrivée de forces africaines et népalaises.

## Objectif
L'objectif principal de cette force est la sécurisation des camps de réfugiés dans les deux pays (estimés à 723 000 dont 241 000 Soudanais réfugiés au Tchad, 3 000 Soudanais réfugiés en RCA, 179 000 réfugiés tchadiens internes et 300 000 réfugiés centrafricains internes - seuls 20 000 de ces derniers, situés au Nord-Est du pays, seront sous protection de l'Eufor) et de la frontière entre la province soudanaise du Darfour et le Tchad et la RCA. L'Eufor doit par ailleurs assurer la protection du personnel et de l'infrastructure de l'ONU, notamment de la MINURCAT mais aussi de ses agences (HCR, PAM, OMS, PNUD), des ONG opérant dans les camps de réfugiés et faciliter l'acheminement de l'aide humanitaire dans les deux pays et à destination du Darfour. 

## Composition
Ses troupes sont fournies par 23 pays membres de l'Union européenne dans le cadre de la Politique européenne de sécurité et de défense (PESD) :
- France 1 700 militaires + 8 hélicoptères - bataillon centre
- Irlande 450 militaires + 2 hélicoptères (loués à une société privée) - bataillon sud
- Pologne 400 militaires + 3 hélicoptères - bataillon nord
- Suède 200 puis 80 militaires (dans la première moitié de l'opération)
- Autriche 170 militaires
- Belgique 70 militaires + rotations d'avion C-130
- Espagne 80 militaires + rotation d'avion Casa
- Pays-Bas 90 militaires - bataillon sud - + rotation d'avion C-130
- Finlande 60 militaires - bataillon sud
- Slovénie 15 militaires - bataillon centre
- Italie 90 militaires (hôpital de rôle 2 - Abéché)

Présence dans l'État-Major de force essentiellement
- Allemagne 4 militaires
- Bulgarie 2 militaires
- République tchèque 2 militaires
- Chypre 2 militaires
- Grèce 15 militaires + rotation d'avion C-130
- Hongrie 3 militaires
- Lituanie 2 militaires
- Luxembourg 2 militaires
- Portugal 2 militaires + rotation d'avion C-130
- Slovaquie 1 militaire
- Roumanie 2 militaires. La Roumanie avait prévu d'envoyer un contingent 120 militaires. Mais le gouvernement y a renoncé pour raison budgétaire[6]
- Royaume-Uni 4 militaires

D'autres pays non membres de l'UE y participent également :
- Albanie 60 militaires (arrivés en juillet 2008)
- Croatie 15 militaires (septembre 2008)[7]
- Russie 100 militaires et 4 hélicoptères Mi8MT (arrivées en décembre 2008)[8]

NB : les chiffres sont arrondis car les effectifs fournis ont bougé suivant les périodes (sources : EUFOR novembre 2008 / Bruxelles2)
L’EUFOR Tchad/RCA est placé sous le commandement du général irlandais Patrick Nash et son centre opérationnel (OHQ), état-major de niveau stratégique est situé au mont Valérien près de Paris. Il comprend 160 personnes venant de 18 États européens. Son État-Major de force (FHQ) est armé par le PC de Force de l'état-major interarmées (EMIA-FE) de Creil, situé à Abéché sous le commandement du général de brigade français Jean-Philippe Ganascia. 

## Critique
Le bilan de l'Eufor est critiqué par un rapport de l'International Crisis Group qui critique un déploiement convenant trop à la France et à Idriss Déby: « La genèse de cette opération, initialement refusée par le Président Déby d'accepter une véritable mission de maintien de la paix dotée d'un mandat politique a mené à de mauvais compromis sur tous les plans. (…) Alors que les soldats de l'Eufor luttaient avec un succès considérable contre les accusations de partialité liées à la présence en son sein d'un contingent français, le blocage de la France contre tout mandat politique a contribué au jeu politique du Président Déby, c'est-à-dire à l'utilisation du déploiement international comme une force de dissuasion psychologique contre une opposition armée et ses soutiens soudanais. (…) Grâce à l'Eufor, la France a donc activement contribué à renforcer Déby sans aider les Tchadiens à trouver une solution durable à leur crise. le processus politique, déjà insuffisant, a été pris en otage par le régime et, grâce à l'Eufor, Déby a renforcé son contrôle sur l'Est.»

## Complément